# Мауріціо Сакконі
Мауріціо Сакконі (італ. Maurizio Sacconi; нар. 13 липня 1950, Конельяно, Венето) — італійський правник і політик.

## Життєпис
Він здобув юридичну освіту. У 1979 році став членом Палати депутатів від Італійської соціалістичної партії, у нижній палаті парламенту працював до 1994 року. Після розпаду ІСП приєднався до «Вперед, Італія», у 2009 — до «Народ свободи». Між 1981 і 1984 Сакконі був першим головою Legambiente, найбільшої екологічної асоціації в Італії.
З 1987 по 1992 і з 1993 по 1994 він був секретарем казначейства, відповідальним, зокрема, за реформу ринку цінних паперів. Між цими періодами обіймав посаду заступника директора в Міністерстві цивільної служби. Пізніше він вів наукову діяльність як лектор у Університеті LUISS у Римі та Університеті Тор Вергата.
У 1995–2001 працював у Женевському офісі Міжнародної організації праці. З 2001 по 2006 він обіймав посаду заступника держсекретаря у Міністерстві праці та соціальної політики. У 2006 році повернувся до парламенту як член Сенату.
У 2008 році, після перемоги на правоцентристського блоку на дострокових парламентських виборах, увійшов до четвертого уряду Сільвіо Берлусконі як міністр праці, охорони здоров'я та соціальної політики. Він обіймав цю посаду до 2011 року, а в 2013 знову обраний до Сенату. У тому ж році він приєднався до Нового правого центру.
Він є президентом Товариства друзів Марко Б'яджі, опублікував кілька книг і есе.